# Guangzhou International Women's Open 2016
Guangzhou International Women's Open 2016 byl tenisový turnaj pořádaný jako součást ženského okruhu WTA Tour, který se hrál na otevřených dvorcích s tvrdým povrchem městské tenisového centra. Probíhal mezi 19. až 24. zářím 2016 v čínském Kantonu jako třináctý ročník turnaje.
Turnaj s rozpočtem 250 000 dolarů patřil do kategorie WTA International Tournaments. Nejvýše nasazenou hráčkou ve dvouhře se stala světová třicet šestka Sara Erraniová z Itálie, kterou ve druhém kole vyřadila Švýcarka Viktorija Golubicová. Jako poslední přímá účastnice do dvouhry nastoupila 172. hráčka žebříčku Nigina Abduraimovová z Uzbekistánu.
Druhý singlový titul na okruhu WTA Tour získala 27letá Ukrajinka Lesja Curenková. První společnou trofej ve čtyřhře vyhrál americko-čínský pár Asia Muhammadová a Pcheng Šuaj.

## Distribuce bodů a finančních odměn

### Distribuce bodů
| Soutěž  | vítězky | finalistky | semifinalistky | čtvrtfinalistky | 16 v kole | 32 v kole | Q  | Q2 | Q1 |
| ------- | ------- | ---------- | -------------- | --------------- | --------- | --------- | -- | -- | -- |
| dvouhra | 280     | 180        | 110            | 60              | 30        | 1         | 18 | 12 | 1  |
| čtyřhra | 280     | 180        | 110            | 60              | 1         | —         | —  | —  | —  |

### Finanční odměny
| Soutěž                              | vítězky | finalistky | semifinalistky | čtvrtfinalistky | 16 v kole | 32 v kole | Q2     | Q1   |
| ----------------------------------- | ------- | ---------- | -------------- | --------------- | --------- | --------- | ------ | ---- |
| dvouhra                             | $43 000 | $21 400    | $11 500        | $6 175          | $3 400    | $2 100    | $1 020 | $600 |
| čtyřhra                             | $12 300 | $6 400     | $3 435         | $1 820          | $960      | —         | —      | —    |
| částka ve čtyřhře je uvedena na pár |         |            |                |                 |           |           |        |      |

## Ženská dvouhra

### Nasazení
| Stát                         | Hráčka              | WTA | Nasazení |
| ---------------------------- | ------------------- | --- | -------- |
| Itálie                       | Sara Erraniová      | 36. | 1.       |
| Srbsko                       | Jelena Jankovićová  | 37. | 2.       |
| Chorvatsko                   | Ana Konjuhová       | 52. | 3.       |
| USA                          | Christina McHaleová | 53. | 4.       |
| USA                          | Alison Riskeová     | 61. | 5.       |
| Černá Hora                   | Danka Kovinićová    | 63. | 6.       |
| Česko                        | Kateřina Siniaková  | 65. | 7.       |
| Čína                         | Čeng Saj-saj        | 70. | 8.       |
| Žebříček WTA k 12. září 2016 |                     |     |          |

### Jiné formy účasti
Následující hráčky obdržely divokou kartu do hlavní soutěže:
- Pcheng Šuaj
- Wang Ja-fan
- Sü Š'-lin

Následující hráčky si zajistily postup do hlavní soutěže v kvalifikaci:
- Ljudmyla Kičenoková
- Džunri Namigatová
- Anastasija Pivovarova
- Sofia Šapatavová
- Sün Fang-jing
- Jou Siao-ti

### Odhlášení
před zahájením turnaje
- Alizé Cornetová → nahradila ji Jennifer Bradyová
- Irina Falconiová → nahradila ji Olga Govorcovová
- Caroline Garciaová → nahradila ji Tatjana Mariová
- Polona Hercogová → nahradila ji Rebecca Petersonová
- Sie Šu-wej (poranění levého hlezna)[1] → nahradila ji Ng Kwan-yau
- Christina McHaleová (poranění pravého ramene)[1] → nahradila ji Cristiana Ferrandová
- Roberta Vinciová → nahradila ji Jelizaveta Kuličkovová
- Čang Kchaj-lin → nahradila ji Chan Sin-jün

## Ženská čtyřhra

### Nasazení
| Stát                                                                     | Hráčka              | Stát     | Hráčka             | WTA  | Nasazení |
| ------------------------------------------------------------------------ | ------------------- | -------- | ------------------ | ---- | -------- |
| Argentina                                                                | María Irigoyenová   | Německo  | Tatjana Mariová    | 111. | 1.       |
| Ukrajina                                                                 | Ljudmyla Kičenoková | Ukrajina | Nadija Kičenoková  | 132. | 2.       |
| Švýcarsko                                                                | Martina Hingisová   | Srbsko   | Jelena Jankovićová | 151. | 3.       |
| USA                                                                      | Asia Muhammadová    | Čína     | Pcheng Šuaj        | 177. | 4.       |
| Žebříček WTA k 12. září 2016; číslo je součtem umístění obou členek páru |                     |          |                    |      |          |

### Jiné formy účasti
Následující páry obdržely divokou kartu do hlavní soutěže:
- Olga Govorcovová /  Věra Lapková
- Ng Kwan-yau /  Čeng Saj-saj

## Přehled finále

### Ženská dvouhra
- Lesja Curenková vs.  Jelena Jankovićová, 6–4, 3–6, 6–4

### Ženská čtyřhra
- Asia Muhammadová /  Pcheng Šuaj vs.  Olga Govorcovová /  Věra Lapková, 6–2, 7–6(7–3)